# Profil sensoriel

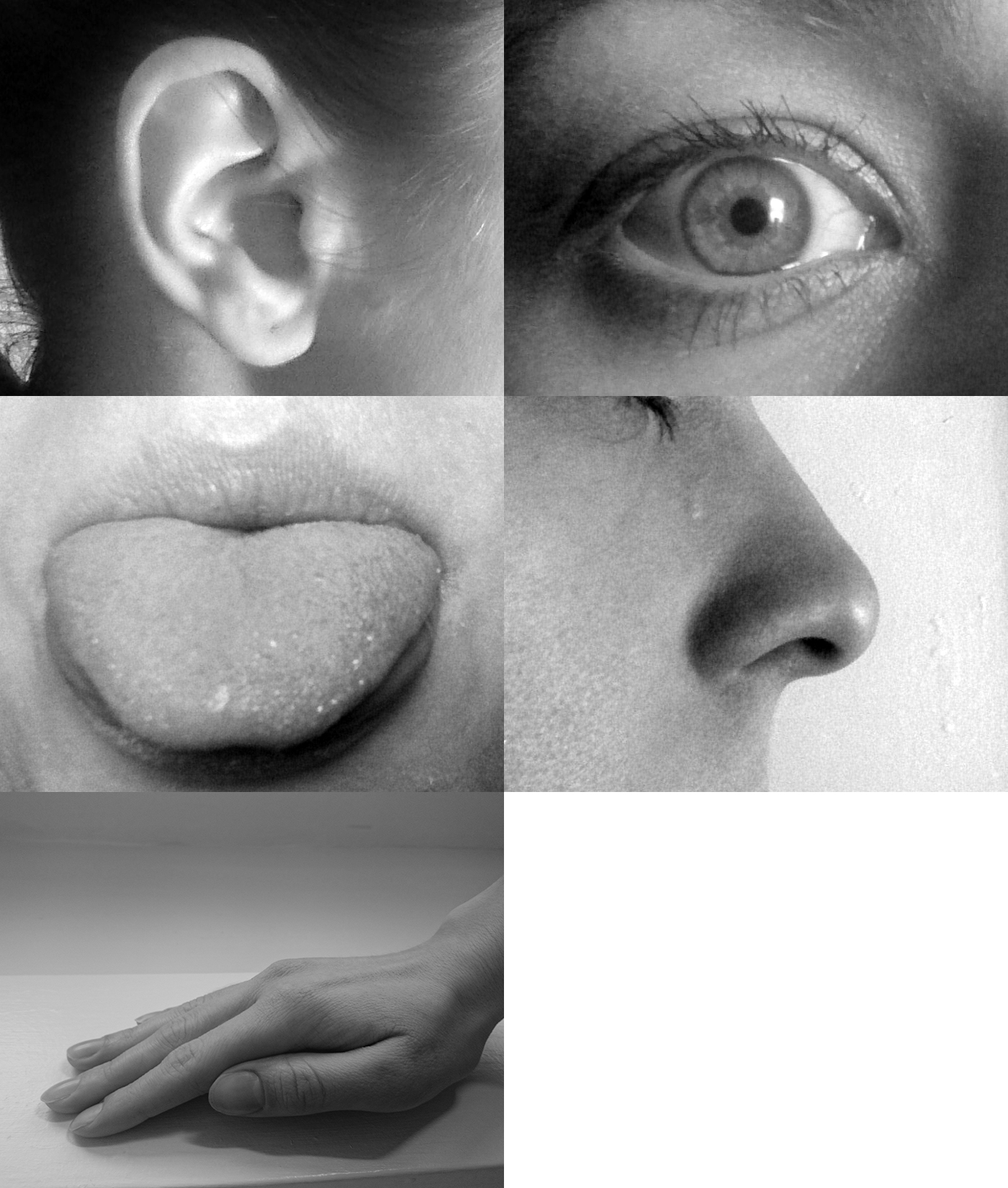
Selon Aristote l'être humain possède cinq sens, ici évoqués par leurs organes sensoriels inhérents : oreilles (ouïe), yeux (vision), langue et nez (goût et odorat), peau (tact).
On y ajout aujourd'hui le système vestibulaire qui permet la perception du sens de la gravité, et l'ajustement des mouvements corporels et de leur vitesse ; ainsi que le système proprioceptif (relatif à la perception des muscles, viscères, nerfs, articulations, de la pression sanguine, de la glycémie, de la faim, de la soif…). Ces sens contribuent à rendre perceptible (dans une certaine mesure) puis intelligible le monde sensible (ce qui nous entoure et notre corps.

Le profil sensoriel, dans le domaine de la psychiatrie et de la psychologie, de l'ergothérapie et de la psychomotricité est à la fois une méthode psychométrique (Dunn et Westman, 1997) et le nom de l'un des outils d’évaluation des particularités sensorielles, utilisé, parmi d'autres.
Ces outils sont utilisés en complément d'un bilan ou diagnostic clinique, pour établir un « diagnostic fonctionnel », pour un individu, à un moment de son évolution, idéalement dans le cadre d'une approche multidisciplinaire ; l’observation clinique restant un complément essentiel à l’évaluation.
Le profil sensoriel contribue à la détection de troubles de la modulation sensorielle, via une description de « la réception, la modulation, l'intégration et l'organisation variables des stimuli sensoriels, telles qu'identifiées par certaines réponses comportementales aux entrées sensorielles qui altèrent les routines et les rôles quotidiens » ; il permet, pour chaque sens, de positionner l'individu sur un spectre allant de l'hyposensibilité, qui peut être dangereuse et handicapante (ex. : pour un enfant regardant une lumière ou le soleil sans ciller, ou ne ressentant pas la douleur, n'entendant pas le danger venir) à l'hyperréactivité (l'hypersensibilité sensorielle étant une source d'irritabilité, de colère ou de douleur, de fatigue et d'angoisse).
Il existe divers outils standardisés, complémentaires, incluant notamment le bilan cognitif et neuropsychologique, par exemple utilisés pour diagnostiquer les troubles du spectre autistique et évaluer leur intensité, et également utilisés par les protocole de recherche pour rendre comparables entre eux les résultats de recherches différents. On sait que la période de la petite enfance est déterminante pour la santé et pour le bien-être et de l'acquisition de compétences dans le futur de la personne. On cherche donc a adapter certains outils et échelles d'évaluation sensorielle au nourrisson et au tout-petit enfant (de la naissance à l'âge de 3 ans), afin de détecter d'éventuels traits autistiques précoces ou dysfonctionnements du traitement sensoriel aussi tôt que possible. Dans ces cas, ce sont les parents qui remplissent le questionnaire,.

## Le profil sensoriel de Dunn
C'est un outil standardisé, initialement conçu pour des enfants de 3 ans à 11 ans (ensuite prolongé à 14 ans), sur la base d'un socle théorique synthétisé par Winifred (Winnie) Dunn [ergothérapeute, PhD, OTR, FAOTA ; Pr au Medical Center de l'Université du Kansas] (modèle de traitement de l'information sensorielle de Dunn).
Il se présente comme un questionnaire rempli par les parents ou la personne qui s’occupe de l’enfant (remarque : une étude (2015) a montré que pour l'enfant neurotypique comme pour l'enfant à TSA, l'ouïe et le toucher sont les voies sensorielles les plus cités par les parents et par les enseignants en termes de fréquence. Mais dans le groupe TSA uniquement, les informations rapportées par les parents et celles rapportées par les enseignants diffèrent : « les enseignants ont signalé un plus grand dysfonctionnement que les parents dans la participation sociale, le toucher et les dyspraxies ». Ces résultats suggèrent que les parents peuvent sous-estimer certaines difficultés de l'enfant quand il est hors du contexte familial. Ceci invite aussi à aussi interroger les enseignants lors d'un processus d'évaluation du profil sensoriel, et de contextualiser les informations sur la sensorialité de la personne autiste.
Pour chacun des principaux sens, le questionnaire de PS évalue quantitativement et qualitativement la capacité de perception et de traitement de l'information sensorielle par l'individu. Le profil définit notamment des niveaux en termes généraux et pour les sens de l’ouïe, tactile, visuel, oral, du mouvement et de la position du corps ; ainsi que des scores comportementaux (social, émotionnel, attentionnel…) et des données sur les  aspects « hyper ou hypo-réactivité à l'entrée sensorielle ou d'un intérêt inhabituel pour les aspects sensoriels de l'environnement » qui sont l'un des critères du DSM-5 pour les TSA.
Après vérification de l'absence de causes somatiques (diagnostic sensoriel différentiel), il aboutira à la constitution d'un profil personnel permettant de mieux comprendre la personnalité sensorielle de l'enfant et de cerner ses besoins sensoriels dans la vie scolaire et quotidienne.
Il est réputé simple à administrer (il peut être fait en ligne via la plate forme logicielle Q-Global), et à coter, mais « son interprétation nécessite des connaissances et une formation en intégration sensorielle ». Ce n'est pas un outil conçu pour évaluer la progression de l'enfant.

### Forme longue
Il s'agit d'un questionnaire regroupant 125 items, plutôt utilisé dans les protocoles de recherche, nécessitant deux heures environ.

### Forme abrégée
Plutôt utilisée pour le dépistage, de certains troubles du spectre autistique par exemple, elle comprend 38 items (32 dans la version 2) jugés les plus discriminants.

## Autres outils
- l'analyse comportementale à partir de vidéo du bébé[8] ;
- le BAMBI (de Lukens et Linscheid, 2008) ;
- le questionnaire adapté du QSSA(de Tessier en 2006) ;
- le questionnaire PARIS de Gilbert et al. (in Fernel 2010) ;
- Infant/Toddler Sensory Profile (Profil sensoriel du nourrisson/tout-petit, basé sur 81 items)[9],[10],[11],[12],[13].

## Utilité
Les nouveau-nés et jeunes enfants chez lesquels le traitement sensoriel est médiocre présentent ou présenteront généralement des retards dans la motricité fine et globale, un mauvais équilibre, une incoordination et éventuellement des troubles du spectre de l'autisme (TSA). On ne sait par contre pas dans quelle mesure un déficit dans les capacités de traitement sensoriel précoce influera sur l'apprentissage ultérieur et le développement émotionnel, et il n'est pas certain que nous sachions détecter de manière fiable et adéquate tous les dysfonctionnements sensoriels du nourrisson et de l'enfant.
Plus tard dans la vie, un trouble sensoriel peut révéler une pathologie sous-jacente et être une source de handicap pour lequel, souvent, des solutions existent.
Le profil sensoriel d'un enfant, adolescent, adulte ou personne âgée est donc un élément essentiel de l'évaluation du développement psychomoteur de la personne. Il permet de repérer et mieux comprendre d'éventuelles réactions atypiques ou inadaptées au son, à la lumière, à certaines matières ou textures, à certaines températures ou à certains aliments. Ces informations permettront ensuite de plus facilement d'épargner à la personne certaines stimulations sensorielles désagréables voire insupportables, ou au contraire de lui faire découvrir ou retrouver des stimulations et sensations susceptibles de lui faire du bien (approche Snoezelen).
Le profil sensoriel permet aussi de classer un éventuel trouble du traitement sensoriel détecté, dans l'une des catégories suivantes :
1. trouble de la modulation sensorielle ;
2. trouble moteur sensoriel ;
3. trouble de discrimination sensorielle.

Le profil sensoriel est aussi une base permettant de travailler ces questions avec la personne, ses parents, proches, aidants, enseignant, etc. (éventuellement dans le cadre d'une thérapie d’intégration sensorielle),.
En France, les recommandations de bonnes pratiques (2012) de la Haute autorité de santé (HAS) et de l’Agence nationale de l'évaluation et de la qualité des établissements et services sociaux et médico-sociaux (ANESM) incluent une évaluation fonctionnelle de l’enfant autiste, évaluation devant notamment comprendre une identification des modalités sensorielles préférentielles. Elle est réalisée par une personne diplômée en ergothérapie ou en psychomotricité.